# Pauvres Millionnaires
Pour le film italien, voir Pauvres Millionnaires (film).
Pauvres Millionnaires (Arme Millionäre) est une série télévisée comique allemande en douze épisodes de 40 minutes créée par Natalie Scharf, produite par RTL Television et ORF, diffusée du 22 août 2005 au 2 novembre 2006 sur RTL Television.
En France, la série a été diffusée à partir du 8 août 2007 sur M6 puis rediffusée à partir du 23 avril 2013 sur 6ter ; en Suisse sur TSR1 et au Québec à partir du 11 mars 2009 à Séries+.

## Synopsis
La famille Gabriel se retrouve expulsée de sa villa de luxe, leurs biens saisis par les huissiers, leur chaîne d'hôtels rachetée. Leur chauffeur propose alors de les héberger dans son appartement. 
Commence alors une vie très éloignée de leur quotidien habituel pour les parents et leurs deux filles, où le bus remplace la limousine, les voisins sont beaucoup plus près, et les anciens amis beaucoup plus distants. Chacun tente de trouver un moyen de gagner de l'argent, parfois de façon farfelue. Le père se retrouve par exemple confronté à l'agence pour l'emploi, les filles aux moqueries des camarades de classe.

## Distribution
- Sky du Mont : Paul-Henri Rafael (Saison 1) / Paul-Henri Gabriel (Saison 2)
- Andrea Sawatzki : Adina Rafael (Saison 1) / Adina Gabriel (Saison 2)
- Maxi Warwel (de) : Sarah Rafael (Saison 1) / Sarah Gabriel (Saison 2)
- Mavie Hörbiger / Ghadah Al-Akel (de) en voix-off (VF : Marcha Van Boven) : Lilo Rafael (Saison 1) / Lilo Gabriel (Saison 2)
- Ludger Pistor : Fritz Fischer
- Maria Bachmann (de) : Alexandra Münzberger
- Karoline Kunz : Franka Münzberger
- Tobias van Dieken (de) : Christoph Münzberger
- Fritz Hammel (de) : Markus Münzberger

## Épisodes

### Première saison (2005)
1. Retour aux débuts (Zurück auf Anfang)
2. L'argent ne pue pas (Geld stinkt nicht)
3. Le Cœur du sujet (Des Pudels Kern)
4. New York, New York (New York, New York)

### Deuxième saison (2006)
1. Leçon de bonnes manières (Müll oder Frieden)
2. Vanessa j'écoute ! (Geld regiert die Welt)
3. Traitement de choc (Bittere Pillen)
4. L'Exil (Einmal Polen und zurück)
5. Hôtel 5 étoiles (Rollenspiele)
6. Neuf mois de réflexion (Babyträume)
7. La Dame de cœur (Jobhopping)
8. Échec et mat (Alles verloren?)

## Anecdotes
- Lors de la première saison, le nom de famille des Gabriel était Rafael.